# Coua gigas
Coua gigas е вид птица от семейство Cuculidae. Видът е незастрашен от изчезване.

## Разпространение
Разпространен е в Мадагаскар.